# Tagliolo Monferrato
Tagliolo Monferrato (Taieu [taˈjø] in ligure ed in piemontese) è un comune italiano di 1 479 abitanti della provincia di Alessandria, in Piemonte, situato nell'Alto Monferrato, su un'altura nei pressi della confluenza dello Stura nell'Orba.
È uno dei comuni principali dell'Ovadese, area storico-culturale del Basso Piemonte e del Monferrato, che prende il nome dalla città di Ovada. 
Parte del territorio comunale fa parte del Parco naturale delle Capanne di Marcarolo.

## Storia
Il Comune trae il proprio toponimo da Taliolus, Talliolus o Taiolus ad indicare forse una zona di intenso disboscamento.
In epoca longobarda vi operarono i monaci di San Colombano del vicino monastero di Belforte Monferrato, all'epoca noto col nome di Uxecium.
Concesso nel 976 in feudo agli Aleramici dall'imperatore Ottone I, fu possedimento di vari feudatari: i marchesi del Bosco, Malaspina, Cattaneo della Volta, gli Spinola, i Doria. Durante il periodo medioevale ospitò il monastero femminile di Santa Maria di Bano, i cui resti sono ancora oggi visibili sul monte Colma, presso l'omonima località.
Fu conquistato "armata manu" dal condottiero militare della Repubblica di Genova Egidio di Negro, durante l'espansione genovese nell'Oltregiogo. Entrato nell'orbita del ducato di Milano, fu dato in feudo alla famiglia Gentile.
Nel 1750 a seguito del matrimonio di Teresa Gentile con Costantino Pinelli, il feudo di Tagliolo passò alla famiglia Pinelli Gentile, ancora attuale proprietaria del castello.

### Simboli
Lo stemma e il gonfalone del comune di Tagliolo Monferrato sono stati concessi con decreto del presidente della Repubblica del 1º marzo 1955.
Il gonfalone è un drappo trinciato di bianco e di rosso.

## Monumenti e luoghi d'interesse
Il Castello di Tagliolo Monferrato, tuttora abitato dai Marchesi Pinelli Gentile, è uno dei meglio conservati dell'Alto Monferrato. Inserito nel circuito dei "Castelli Aperti" del Basso Piemonte, si caratterizza per una torre di forma quadrata, che costituisce la parte più antica, risalente al X secolo, utilizzata per avvistare, secondo la nota credenza, il possibile arrivo di invasioni saracene.
All'interno sono visitabili le cantine del Castello, in cui da 500 anni vengono prodotti e conservati i vini del territorio.

## Società

### Evoluzione demografica
Abitanti censiti

### Tradizioni e folclore
- Gran Palio del Monferrato - Gara di Lancio dello Stoccafisso. 16 agosto, festività di San Rocco. Farinata e vino Dolcetto d'Ovada. A cura del C.C.R.T. Circolo Culturale Ricreativo Tagliolese e Assoc. Alto Monferrato.
- Le Storie del Vino, festa medioevale con costumi d'epoca, sbandieratori e duelli. Edizione biennale.[senza fonte]

## Infrastrutture e trasporti
Tagliolo è servita da autoservizi gestiti dalla società SAAMO.
In passato il paese era servito da una fermata della tranvia Novi Ligure - Ovada, relativamente distante dal borgo, le cui corse cessarono nel 1953.

## Amministrazione
Di seguito è presentata una tabella relativa alle amministrazioni che si sono succedute in questo comune.
| Periodo        | Periodo        | Primo cittadino    | Partito                                       | Carica  | Note  |
| -------------- | -------------- | ------------------ | --------------------------------------------- | ------- | ----- |
| 17 giugno 1985 | 31 maggio 1990 | Paolo Camera       | Partito Comunista Italiano                    | Sindaco | [ 7 ] |
| 31 maggio 1990 | 24 aprile 1995 | Lino Carlo Rava    | Partito Comunista Italiano                    | Sindaco | [ 7 ] |
| 24 aprile 1995 | 14 giugno 1999 | Lino Carlo Rava    | centro-sinistra                               | Sindaco | [ 7 ] |
| 14 giugno 1999 | 14 giugno 2004 | Lino Carlo Rava    | lista civica                                  | Sindaco | [ 7 ] |
| 14 giugno 2004 | 8 giugno 2009  | Franca Repetto     | lista civica                                  | Sindaco | [ 7 ] |
| 8 giugno 2009  | 25 maggio 2014 | Franca Repetto     | lista civica: insieme per Tagliolo Monferrato | Sindaco | [ 7 ] |
| 25 maggio 2014 | 26 maggio 2019 | Giorgio Marenco    | lista civica: insieme per Tagliolo            | Sindaco | [ 7 ] |
| 26 maggio 2019 | 9 giugno 2024  | Giorgio Marenco    | lista civica: insieme per Tagliolo            | Sindaco | [ 7 ] |
| 9 giugno 2024  | in carica      | Marianna Lipartiti | lista civica: insieme per Tagliolo            | Sindaco | [ 7 ] |

## Galleria d'immagini

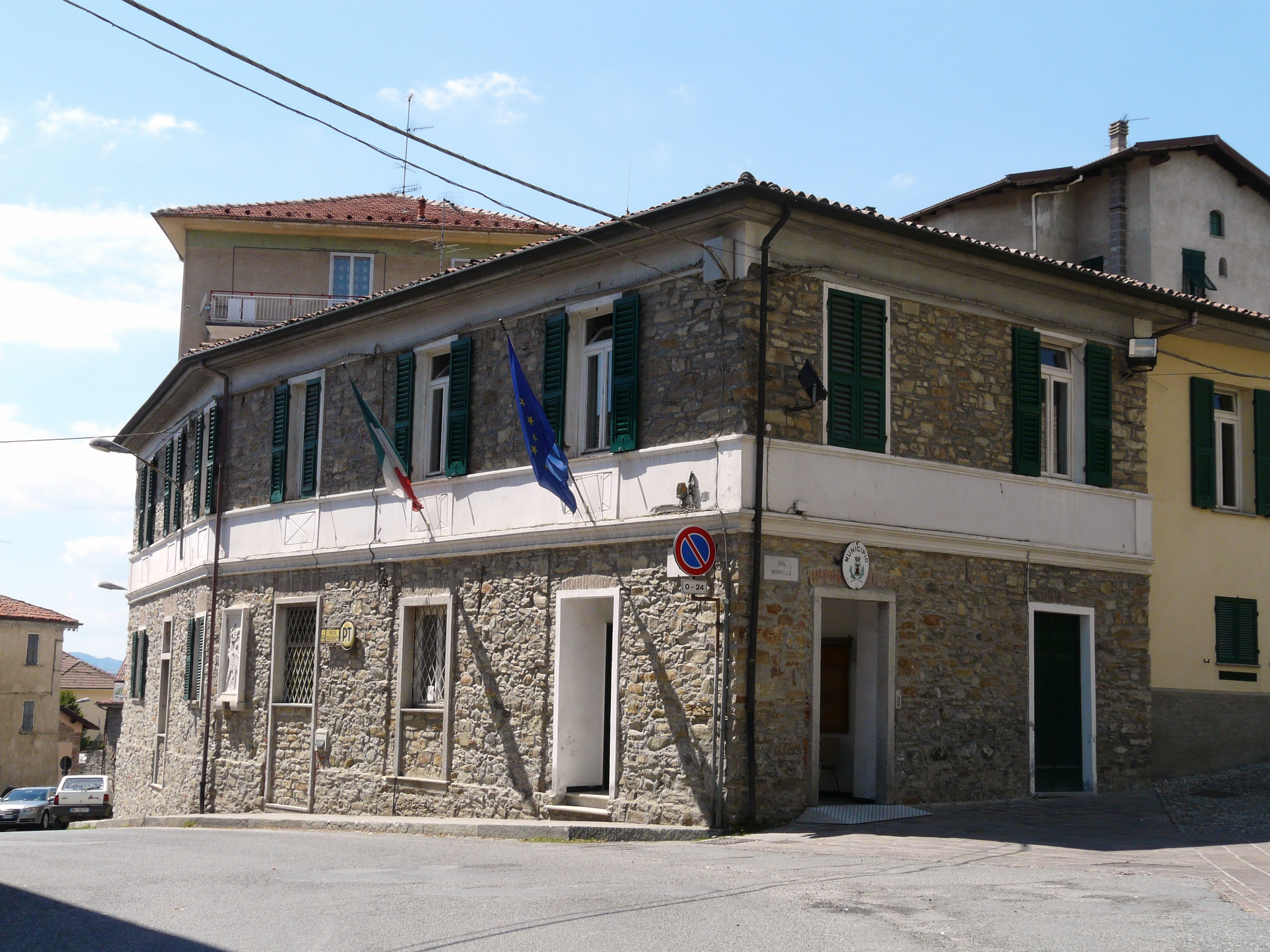
Municipio
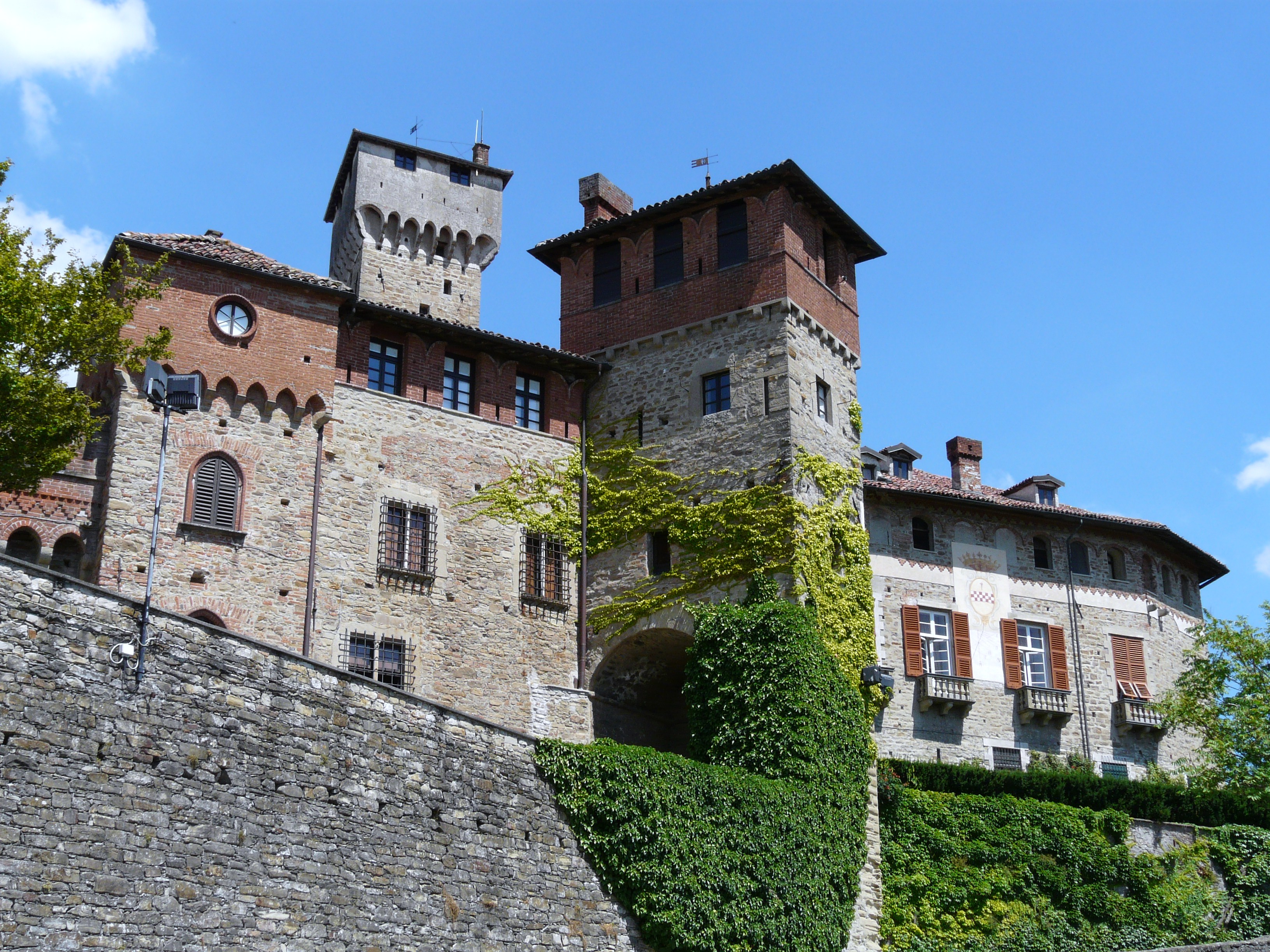
Castello di Tagliolo Monferrato
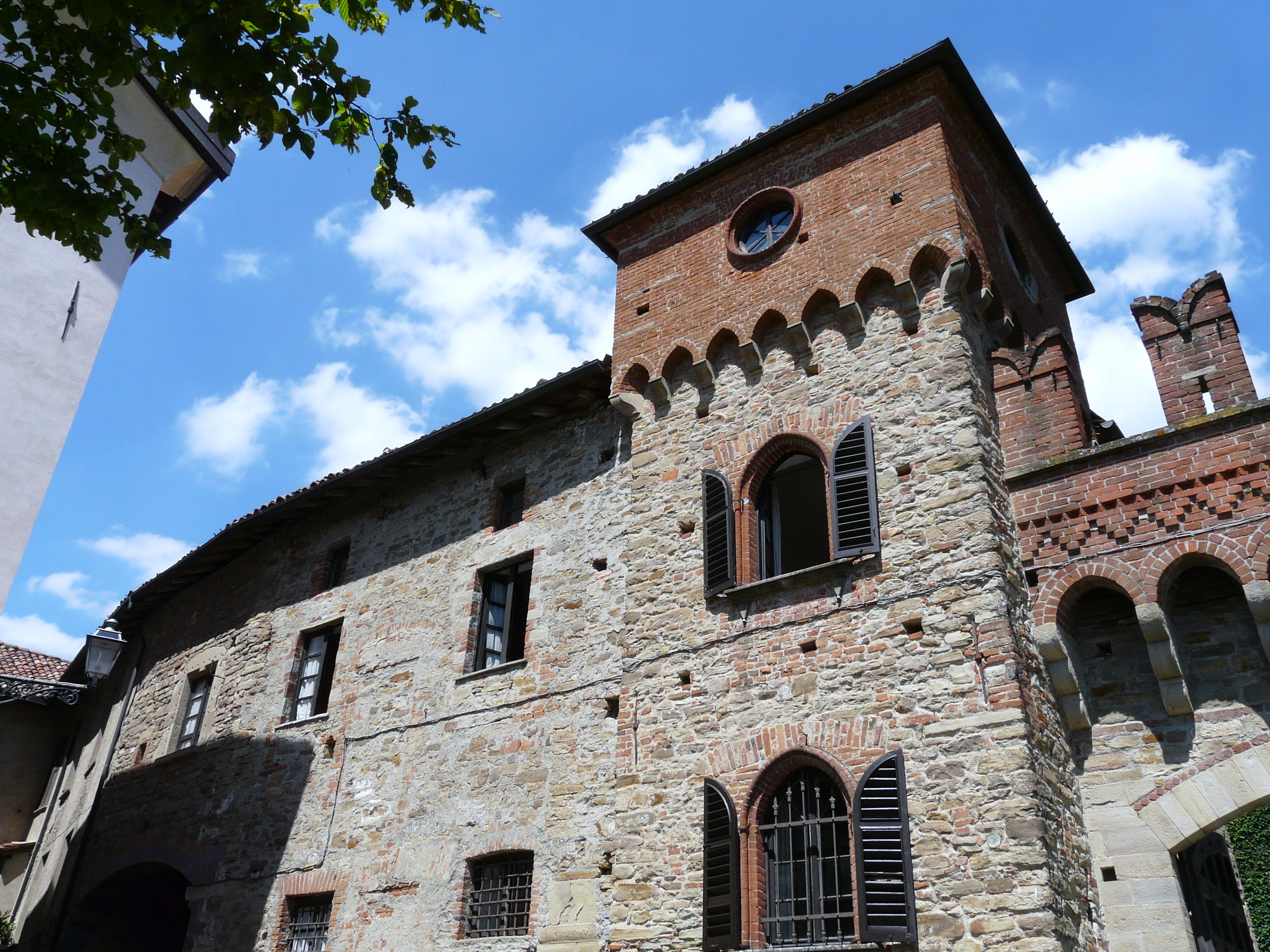
Castello di Tagliolo Monferrato
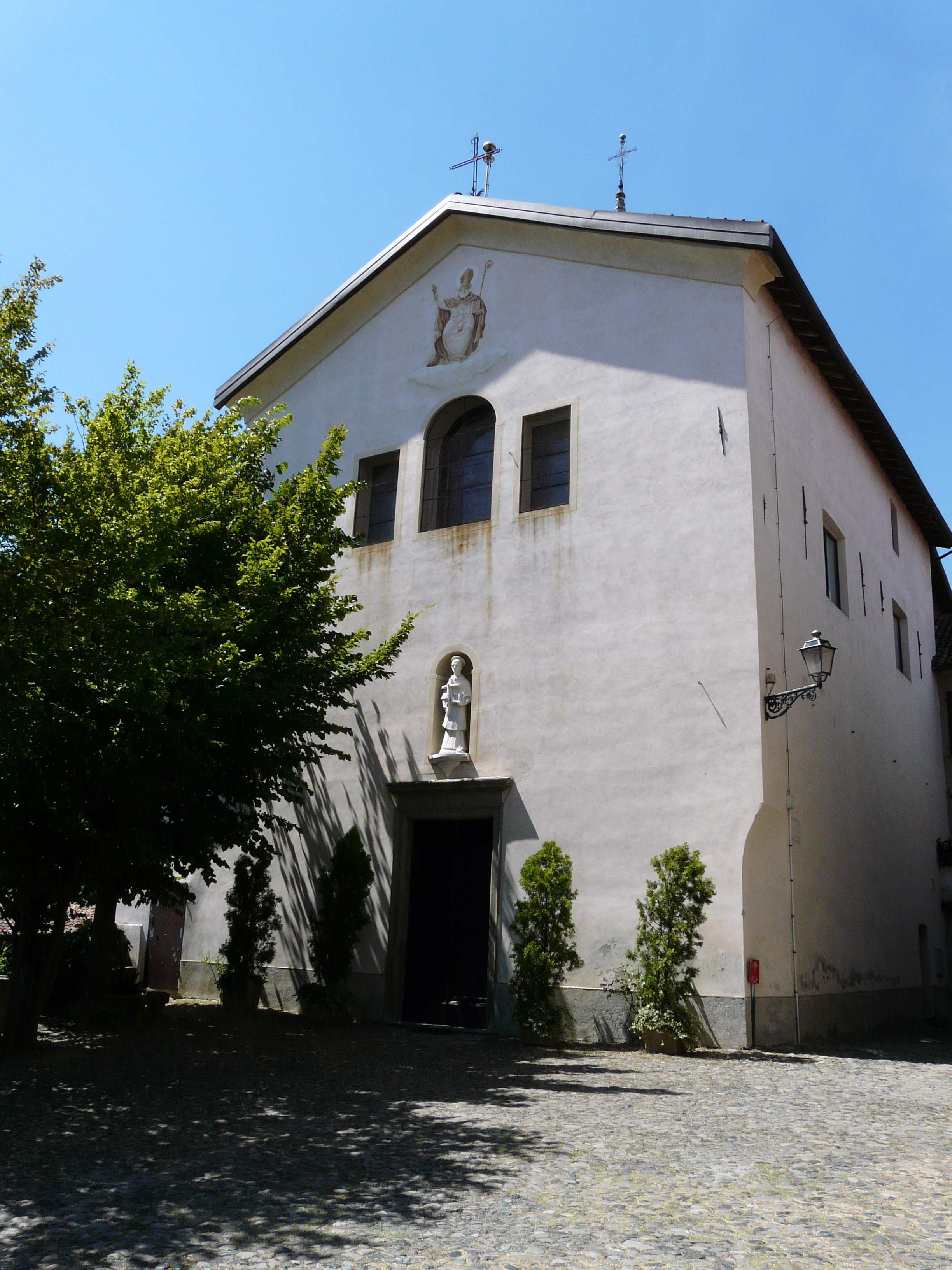
Chiesa di San Vito martire